# Lego Star Wars
Lego Star Wars — серия игрушек Lego, основанная на вселенной «Звёздных войн». Первый лицензионный продукт компании Lego (такой же как Lego: Indiana Jones, Lego: Harry Potter и т. д.). Серия вышла в 1999 году.
В 2006 году Lego Star Wars победил в одной из номинаций премии ассоциации производителей игрушек TOTY.

## Наборы
Сначала Lego выпускало наборы по фильмам. Самые большие из них это 10198 — Tantive IV, 10212 — Imperial Shuttle, 10030 — Imperial Star Destroyer, 10143 и 10188 — Звёзды Смерти I и II соответственно и самый большой: 10179 — «Тысячелетний сокол» (5195 деталей), второй по количеству деталей конструктор Lego в продаже, больше него только модель Тадж-Махала.. 31 августа 2017 года был выпущен 75192 — «Тысячелетний сокол» с 7541 деталями. С 2008 года из-за выхода мультипликационного сериала «Войны клонов», была выпущена линейка наборов и по данному мультсериалу. Самые знаменитые и большие из них это 10179 — Ultimate Collector's Millennium Falcon  В 2014 году вышел другой анимационный телесериал — «Звёздные войны: Повстанцы» — и по нему тоже создали несколько наборов. Также есть наборы по серии «Star Wars: The Force Unleashed», созданные по мотивам одноименной видеоигры и комиксов.

## Обзор
Партнерство между Lego и Star Wars, начавшееся в 1999 году, оказалось чрезвычайно выгодным — было продано более 200 миллионов наборов, 30 миллионов копий четырёх видео игр (в партнерстве с NPD Group), создано 450 различных минифигурок. В течение пяти лет, когда главным продуктом Lego оставались наборы Lego Star Wars рост Lego составил в среднем 24 процента в год по продажам и 40-процентов по прибыли. При этом продажи подстегнул выход новых фильмов-приквелов, в 1999 и 2002 годах. Этот успех замаскировал внутренние проблемы Lego, что чуть не привело к неожиданному банкротству группы в 2003 году.

## Видеоигры
- Lego Star Wars: The Video Game, по трилогии приквелов (I—III).
- Lego Star Wars II: The Original Trilogy, по оригинальной трилогии (IV—VI).
- Lego Star Wars: The Complete Saga, объединяет первые 2 игры и содержит дополнительные материалы.
- Lego Star Wars III: The Clone Wars, по мотивам первых двух сезонов мультсериала «Войны клонов».
- Lego Star Wars: The Force Awakens, по мотивам вышедшего в 2015 году VII эпизода.
- Lego Star Wars: The Skywalker Saga, по мотивам всех частей саги.

## Экранизации

### Анимационные сериалы
| Название                  | Трансляция в США | Трансляция в США | Сезоны | Кол-во серий   | Канал / Сервис           |
| Название                  | Начало           | Конец            | Сезоны | Кол-во серий   | Канал / Сервис           |
| ------------------------- | ---------------- | ---------------- | ------ | -------------- | ------------------------ |
| Короткометражные фильмы   | Осень 2008       | 2020             | 12     | 165            | LEGO.com / Youtube       |
| Хроники Йоды              | 29 мая 2013      | 23 ноября 2014   | 2      | 7 + 11 коротк. | Cartoon Network / Yotube |
| Микрофигурки              | 19 февраля 2014  | 26 мая 2016      | 1      | 4              | LEGO.com                 |
| Истории дроидов           | 6 июля 2015      | 2 ноября 2015    | 1      | 5              | Disney XD                |
| Сопротивление растёт      | 15 февраля 2016  | 4 мая 2016       | 1      | 5              | Disney XD                |
| Приключения изобретателей | 20 июня 2016     | 16 августа 2017  | 2      | 26             | Disney XD                |
| Всё звёзды                | 29 октября 2018  | 8 декабря 2018   | 1      | 4 + 8 коротк.  | Disney XD                |
| Празднование праздников   | 5 ноября 2020    | TBA              | 1      | 38             | Youtube                  |
| Восстанови галактику      | 13 августа 2024  | 19 сентября 2025 | 2      | 8              | Disney+                  |

### Короткометражные анимационные фильмы
| Название               | Дата выхода      | Канал / Сервис  |
| ---------------------- | ---------------- | --------------- |
| Дело Хана Соло         | 2002             | LEGO.com        |
| Месть кирпичика        | 8 мая 2005       | Cartoon Network |
| Поиск R2-D2            | 28 августа 2009  | Cartoon Network |
| Награда бомбада        | 27 ноября 2010   | LEGO.com        |
| Падаванская угроза     | 22 июля 2011     | Cartoon Network |
| Империя наносит удар   | 26 сентября 2012 | Cartoon Network |
| Праздничный спецвыпуск | 17 ноября 2020   | Disney+         |
| Ужасающие истории      | 1 октября 2021   | Disney+         |
| Летние каникулы        | 5 августа 2022   | Disney+         |